# Atelierhaus des Malers Fritz Winter

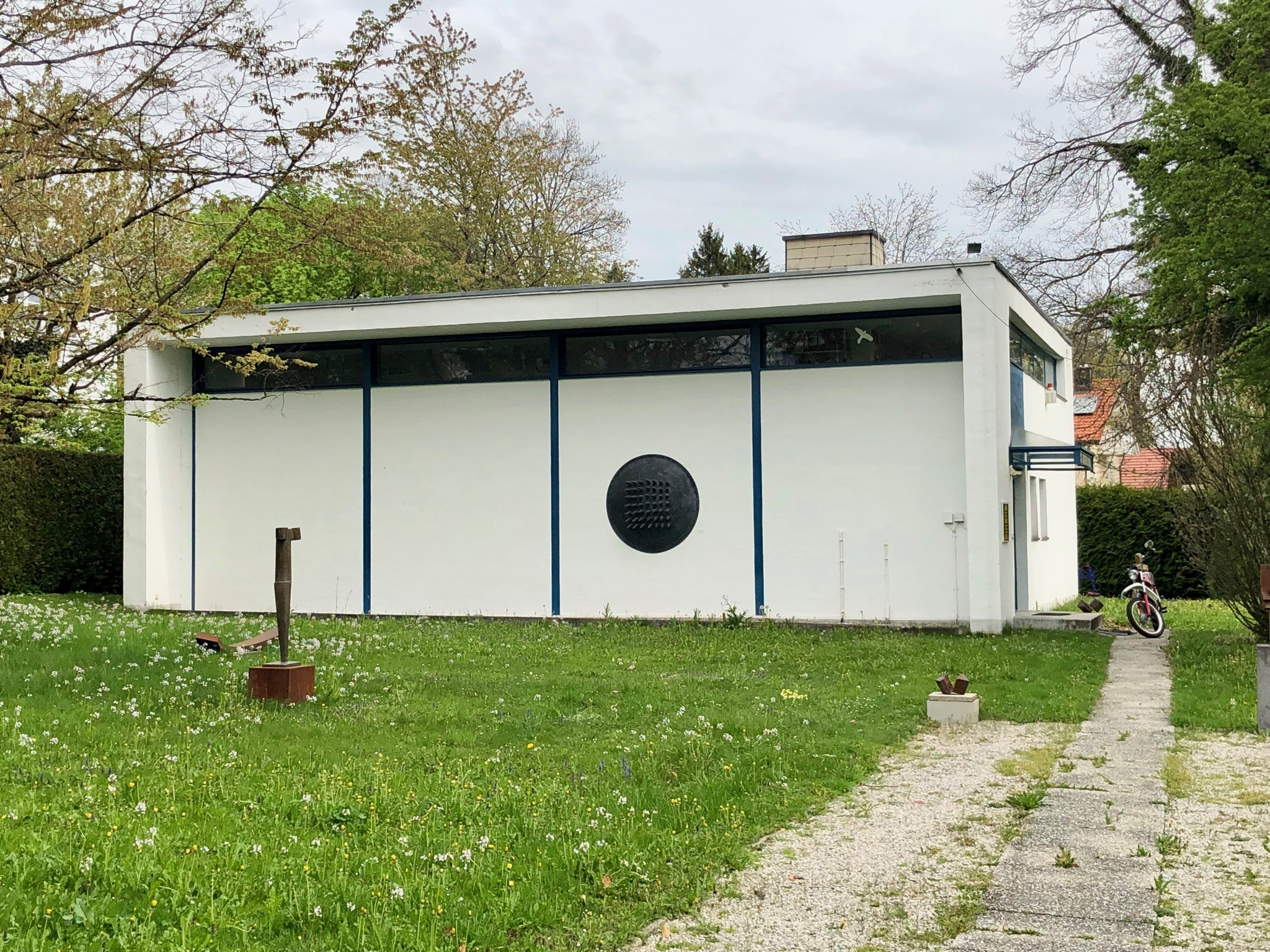
Atelierhaus des Malers Fritz Winter in Dießen am Ammersee

Das Atelierhaus des Malers Fritz Winter in Dießen am Ammersee, einer Marktgemeinde im oberbayerischen Landkreis Landsberg am Lech, wurde 1961/62 errichtet. Das Atelierhaus mit der Adresse Forstanger 15a ist ein geschütztes Baudenkmal.
Der freistehende, kubische Flachdachbau mit großem Altelierfenster nach Norden und umlaufendem Lichtband wurde nach Plänen des Architekten Gustav Hassenpflug (1907–1977) errichtet. Er nimmt in seiner Sachlichkeit Grundgedanken des Bauhauses auf. An der Nordseite öffnet sich eine dreiteilige Glasfront zum Garten, die Westwand ist geschlossen. Der Eingang mit einer Stahltür der Bauzeit befindet sich an der Ostseite.
Das 1992 renovierte Gebäude wird von der Galerie Fritz-Winter-Atelier genutzt. 